# Open International Féminin de Wallonie de Tennis 2013
L'Open International Féminin de Wallonie de Tennis 2013 è stato un torneo di tennis facente parte della categoria ITF Women's Circuit nell'ambito dell'ITF Women's Circuit 2013. Il torneo si è giocato a Fleurus in Belgio dal 26 agosto al 1º settembre 2013 su campi in terra rossa e aveva un montepremi di $25,000.

## Vincitrici

### Singolare
Arantxa Rus ha battuto in finale  Diāna Marcinkēviča con il punteggio di 6–3, 6–2

### Doppio
Irina Chromačëva /  Diāna Marcinkēviča hanno battuto in finale  Gabriela Cé /  Daniela Seguel con il punteggio di 6–4, 6–3